# Catedral de Wells

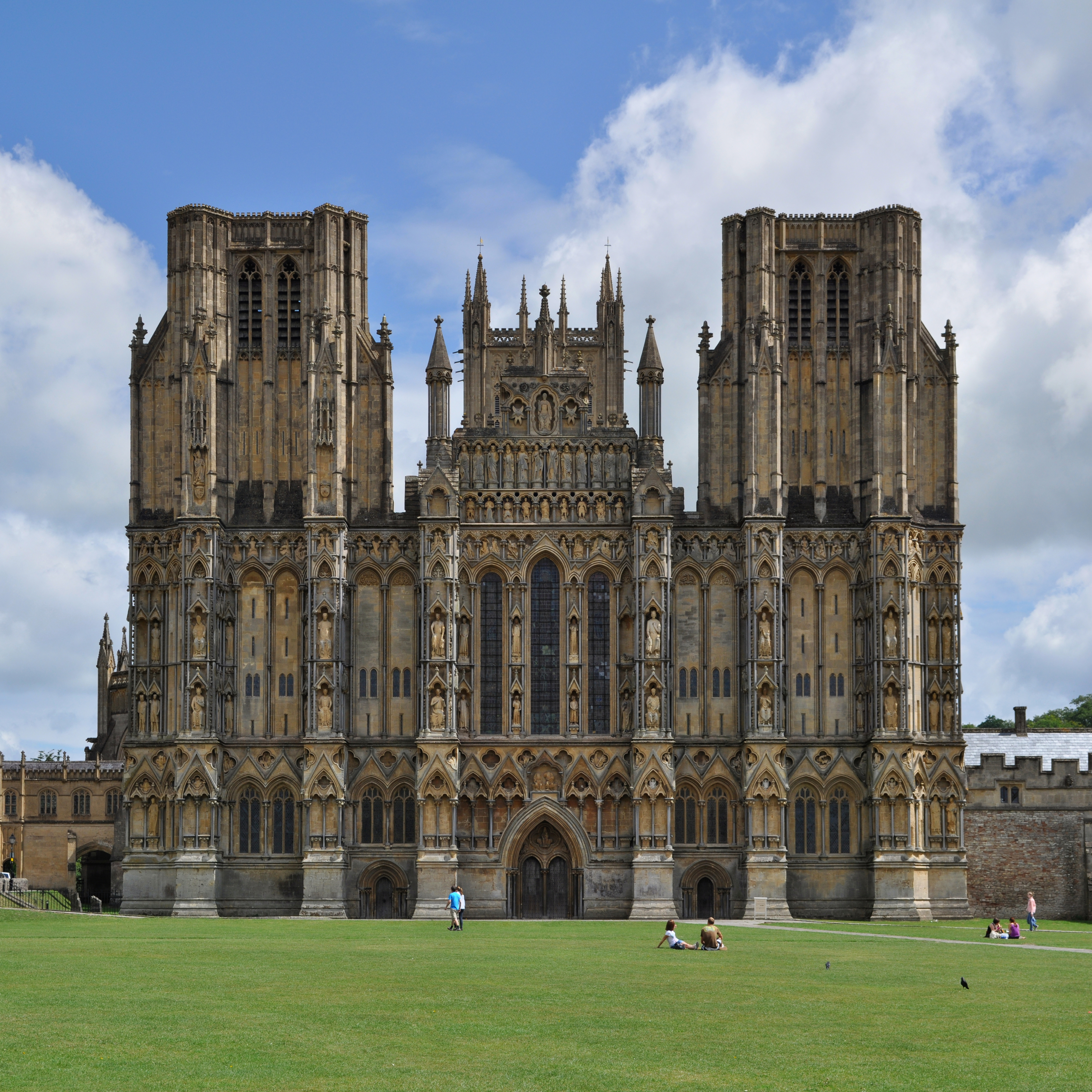
Façana oest de la catedral

La catedral de Wells està situada al centre de Wells, Somerset, Anglaterra, i és la seu del bisbat de Bath i Wells.
És la segona ciutat catedral més petita d'Anglaterra, sent la ciutat de Londres la que té una població resident més petita. Els pous que els romans ja coneixien, rededicats ara a sant Andreu, encara sorgeixen abundantment al jardí del bisbe i omplen el fossar del seu palau, on els famosos cignes muts estiren les cadenes sota d'una finestra adjuntades a una petita campana, per a una recompensa de menjar.

## Història
La construcció de la catedral, la primera erigida en gòtic anglès antic, va durar més de tres segles, de 1175 a 1508. La catedral es comença a construir per iniciativa del bisbe Reinald de Nohun. És un dels exemples més importants de l'anomenat Early English.
Encara que és principalment d'estil gòtic, romanen algunes parts dels fonaments d'una primitiva església del segle x al claustre. La primera església s'hi establia el 705 pel rei Ine de Wessex, dedicada a sant Andreu. La font baptismal en el transsepte és la part més antiga que ha sobreviscut de la catedral, datada al voltant de l'any 700.
Dos segles més tard, la seu de la diòcesi es canvia a Wells: el primer bisbe de Wells fou Athelm (v. 909), que coronava el rei Athelstan. Athelm i el seu nebot sant Dunstan esdevingueren arquebisbes de Canterbury.

## Arquitectura
Es pot accedir al recinte per tres portes del segle xv, des dels quals hi ha una extraordinària vista de la catedral.
La façana imponent (1230-1260) modula harmoniosament la llum amb els entrants i sortints i constitueix el producte més genuí del gòtic anglès. La seva espectacularitat se'ns mostra amb la seva alçada, dues vegades més alta que ampla, amb una longitud de 46 m entre torre i torre, pel qual se li ha donat el nom de façana-pantalla. A la seva superfície es desplega un dels conjunts escultòrics més rics d'Anglaterra, amb 365 estàtues del segle xiii que ens mostren reis, cavallers i sants, moltes de mida natural.
Davant el model de façana genuïnament francès, la que crea el gòtic anglès té un fort efecte d'horitzontalitat: les portes no destaquen ni en dimensions, ni en riquesa escultòrica i, a més, les torres, a un i altre extrem, estan integrades a l'edifici i són posteriors (1315-1435). Es tracta de cossos independents.
Dintre de la catedral dos punts mereixen una atenció especial. En primer lloc, el rellotge medieval el segon més antic d'Europa en funcionament, i uns arcs central en forma de tisora que tenen un caràcter del tot únic. La mirada queda immediatament captivada per aquest arc, un enorme tirant construït entre 1338 i 1348. Els capitells són excel·lents i no ho és menys, al presbiteri, l'Arbre de Jessé, representat en una vidriera medieval de l'anomenada finestra d'or. Darrere el cor, un autèntic bosc de nervadures sorgeix de les columnes per sostenir una complicadíssima volta de terceletes. La capella de la Verge és un octàgon regular disposat entorn d'una volta estavellada rematada per una bella clau pintada.
La sala capitular, octogonal, data de 1306. Del pilar central, format per columnetes adossades, irradien 32 nervadures que es reuneixen elegantment amb les que surten de cada angle de l'octàgon. La sala capitular permet apropar-se a la famosa escalinata que desemboca en l'atri i en les residències dels vicaris. Cap a l'est, i travessant els claustres del segle xv, es troba la biblioteca, que atresora una col·lecció de llibres excepcionals per la seva raresa.
Situat del costat sud de la catedral, el palau episcopal (Bishop's Palace), sòlidament fortificat i cenyit per una fossa, va ser construït fa 700 anys.
El temple de Wells sembla que va inspirar a l'escriptor Anthony Trollope la seva visió de Barchester, l'arquetip d'una ciutat catedralícia a Anglaterra, que apareix a les seves novel·les més conegudes.

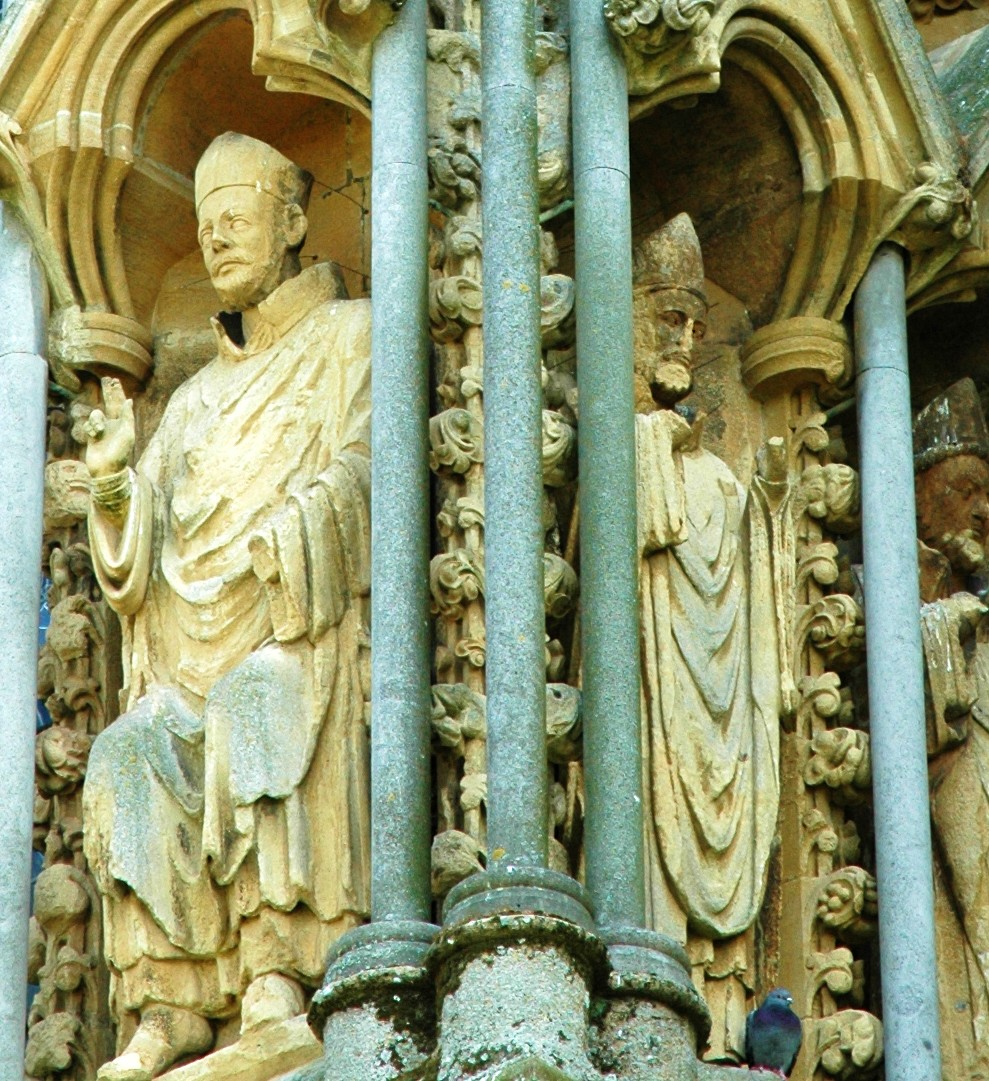
Detall de la portalada. 365 estàtues del segle xiii que ens mostren reis, cavallers i sants, moltes de mida natural
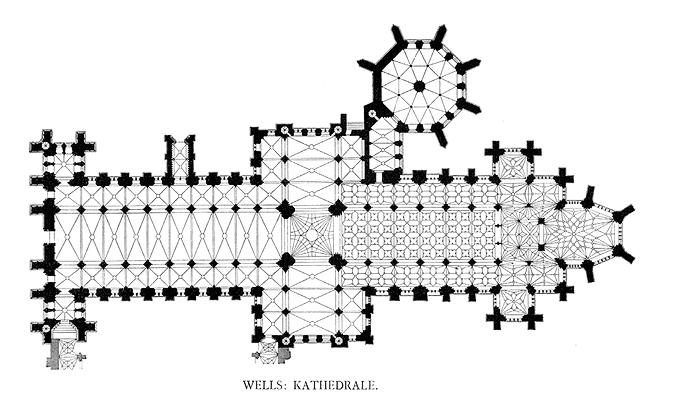
Plànol, mostrant els quatre pilars massius del transsepte (centre), la sala capitular octogonal (part superior) i l'extrem oriental estès (a la dreta)
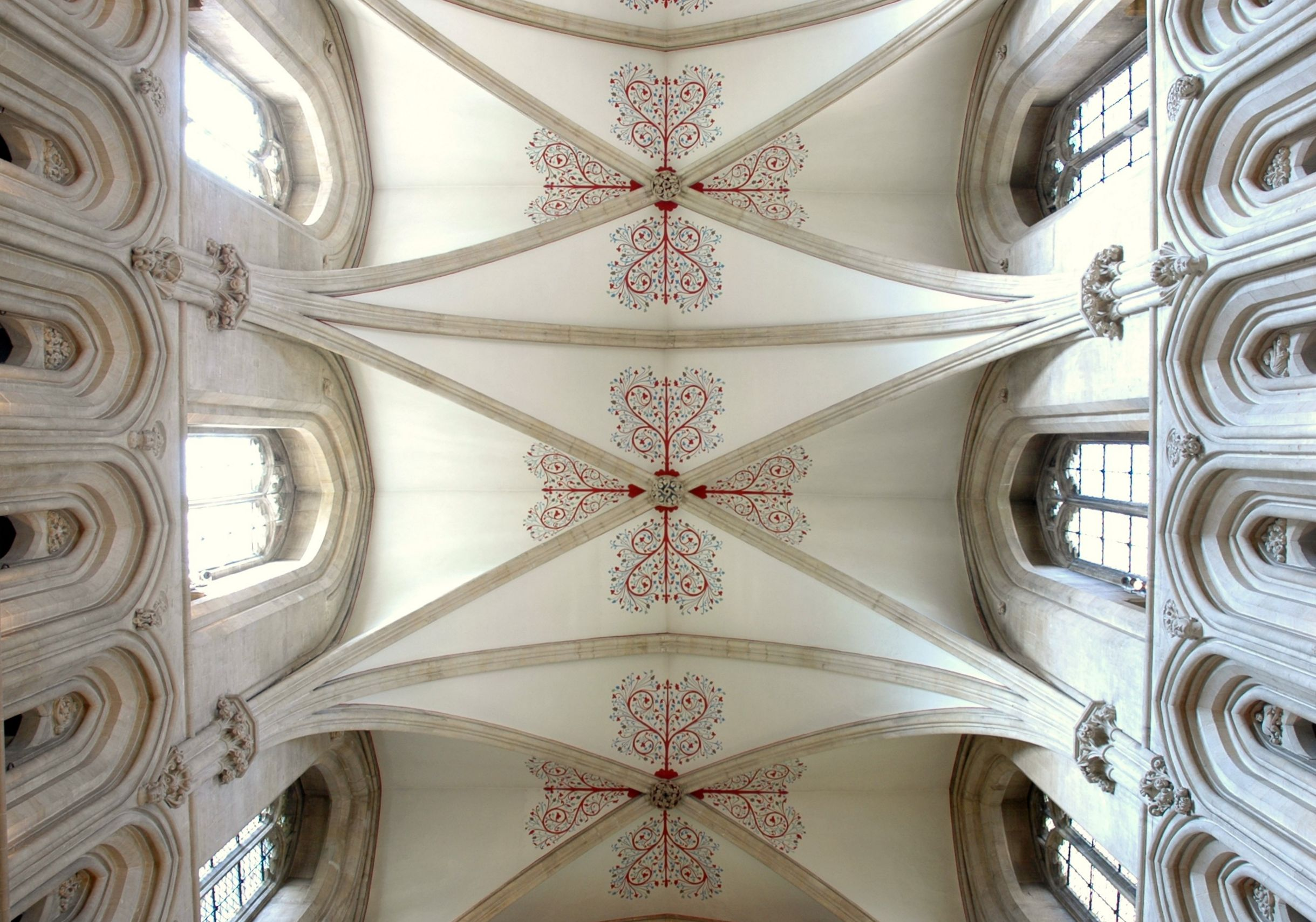
Volta de la nau central
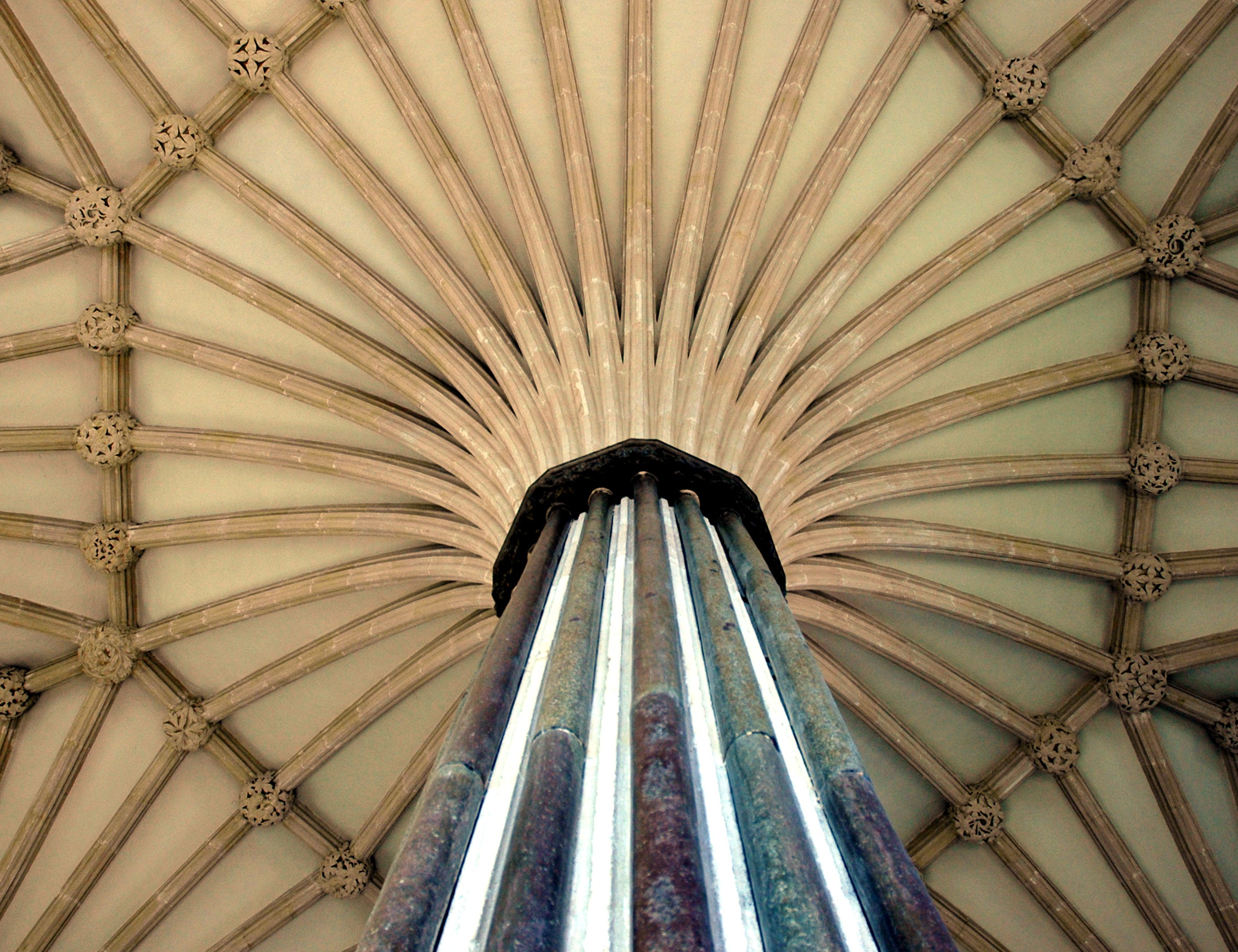
Delicada volta de ventall de 1306 sostinguda per aquesta columna central amb 32 nervis que recorden una palmera
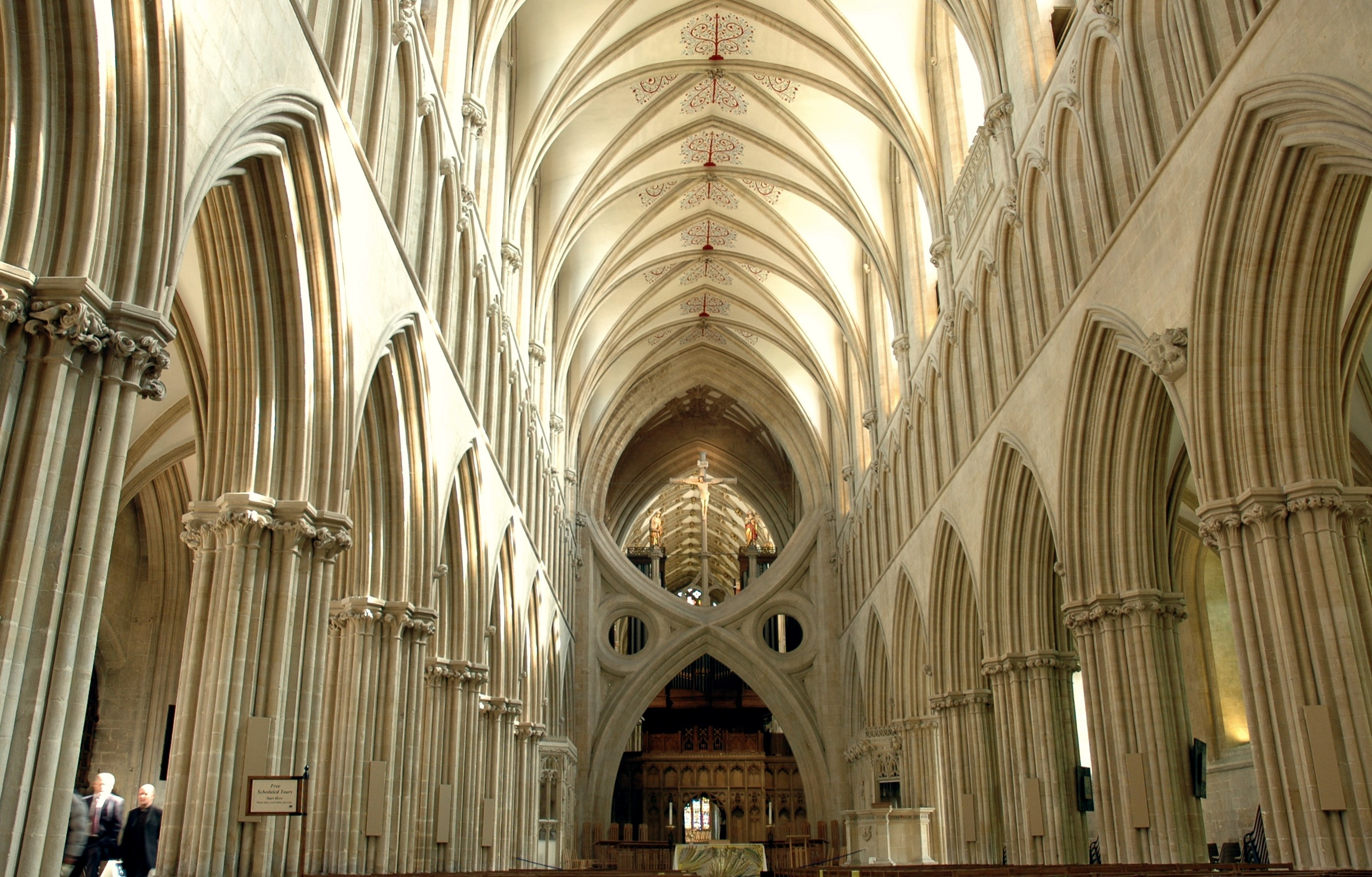
La nau amb l'arc anomenat de tisora
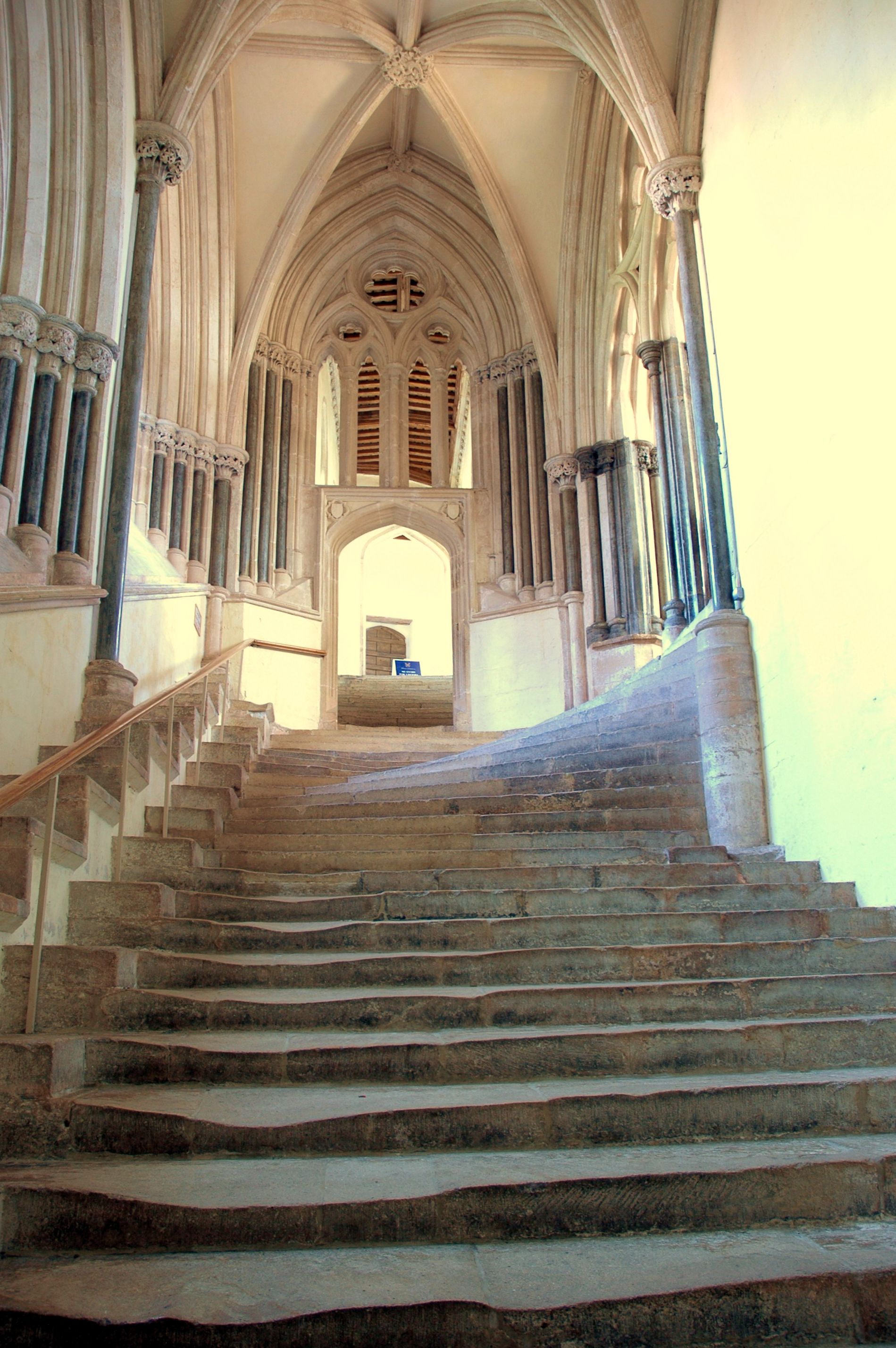
Escala que es corba fins a la sala capitular